# Матвеев, Геннадий Алексеевич
Генна́дий Алексе́евич Матве́ев (1920, Выскатка, Петроградская губерния — 8 октября 1962 или 1969, Ленинград) — командир пулемётного расчёта 65-го кавалерийского Краснознамённого полка (32-я кавалерийская Смоленская Краснознамённая ордена Суворова 2-й степени дивизия, 3-й гвардейский кавалерийский Гродненский Краснознамённый корпус, 2-й Белорусский фронт), младший сержант, участник Великой Отечественной войны, кавалер ордена Славы трёх степеней.

## Биография
Родился в 1920 году в селе Выскатка Гдовского уезда Петроградской губернии (ныне — в Сланцевском районе Ленинградской области). Русский. Из семьи крестьянина.
Окончил 7 классов. Работал в колхозе. С началом Великой Отечественной войны был эвакуирован.
В июле 1942 года был призван в Красную Армию Будзякским районным военкоматом Башкирской АССР. Участвовал в Великой Отечественной войны с июля 1944 года, весь боевой путь прошёл в 65-м кавалерийском полку.
Наводчик станкового пулемёта 65-го кавалерийского полка (32-я кавалерийская дивизия, 3-й гвардейский кавалерийский корпус, 2-й Белорусский фронт) красноармеец Матвеев Геннадий Алексеевич отважно действовал уже в первом своём сражении — в Белорусской стратегической наступательной операции. В бою за населённый пункт Великое 5 июля 1944 года пулемётным огнём отражал атаку немецкой роты. В бою был ранен, но после оказания ему первой медицинской помощи вновь залёг за пулемёт. За этот бой истребил около 25 вражеских солдат.
За образцовое выполнение боевых заданий Командования на фронте борьбы с немецкими захватчиками и проявленные при этом доблесть и мужество приказом по 32-й кавалерийской дивизии № 019/н от 2 августа 1944 года красноармеец Матвеев Геннадий Алексеевич награждён орденом Славы 3-й степени.
Командир пулемётного расчёта 65-го кавалерийского полка младший сержант Матвеев Геннадий Алексеевич вновь отличился в ходе Восточно-Прусской наступательной операции. В бою за населённый пункт Мокайнен 27 января 1945 гада трижды участвовал в отражении немецких контратак, при этом подавил огонь 2-х немецких пулемётов и лично истребил 17 солдат врага. А когда в атаку пошли наши войска, сумел захватить в плен ещё 3 немецких солдата. В бою 1 февраля 1945 года отразил контратаку врага и при этом уничтожил 11 немецких солдат.
За образцовое выполнение боевых заданий Командования на фронте борьбы с немецкими захватчиками и проявленные при этом доблесть и мужество приказом войскам 2-го Белорусского фронта № 222/н от 6 марта 1945 года младший сержант Матвеев Геннадий Алексеевич награждён орденом Славы 2-й степени.
Командир пулемётного расчёта 65-го кавалерийского полка (подчинённость та же) младший сержант Матвеев Геннадий Алексеевич вновь геройски действовал в Берлинской стратегической наступательной операции. При стремительном преследовании противника 30 апреля 1945 года под станцией Фогельзанг (ныне город Фогельзанг-Варзин, земля Мекленбург-Передняя Померания, Федеративная Республика Германия) пулемётный расчёт Г. А. Матвеева пробрался в немецкий тыл и устроил засаду у дорога. Бойцы дождались прохождения отступавшей немецкой колонны, но в её составе оказались танки. Не растерявшись, Матвеев открыл огонь по солдатам, густо сидевшим на броне. На месте погибли до 30 немецких солдат, а танки бросили пехоту и ушли на предельной скорости.
2 мая 1945 года на пулемётной тачанке ворвался в деревню Гумтов и огнём с близкой дистанции уничтожил 2 огневые точки. Ещё 7 ошеломлённых немецких солдат сдались в плен пулемётчикам.
За образцовое выполнение боевых заданий командования на фронте борьбы с немецкими захватчиками и проявленные при этом доблесть и мужество Президиума Верховного Совета СССР от 29 июня 1945 года младший сержант Матвеев Геннадий Алексеевич награждён орденом Славы 1-й степени.
После Победы был демобилизован. Жил в городе-герое Ленинграде, работал слесарем.
По данным ЗАГС города Санкт-Петербурга, скончался 8 октября 1962 года и похоронен в Ленинграде на кладбище Памяти жертв 9-го января. По другим данным, скончался в 1969 году.

## Награды
- Орден Славы I степени(27.06.1945)[3]
- Орден Славы II степени(6.3.1945)[4]
- Орден Славы III степени (27.08.1944)[5]
- Медаль «За победу над Германией в Великой Отечественной войне 1941—1945 гг.» (9 мая 1945[6])
- Юбилейная медаль «Двадцать лет Победы в Великой Отечественной войне 1941—1945 гг.» (7 мая 1965[7])